# Sabile
Sabile (niem. Zabeln) – miasto w zachodniej Łotwie w novadsie Talsi. Posiada prawa miejskie od 1917 roku. W Sabile znajduje się najdalej na północ wysunięta winnica na świeżym powietrzu na świecie (zanotowana w Księdze Rekordów Guinnessa).